# 拉利奥
拉利奥（義大利語：Lallio）是意大利贝加莫省的一个市镇。总面积2.14平方公里，人口4104人，人口密度1917.8人/平方公里（2009年）。国家统计（ISTAT）代码为016123。

## 友好城市
- 德国申盖辛